# Йосеф Вацлав Мисльбек
Йо́сеф Ва́цлав Ми́сльбек (чеськ. Josef Václav Myslbek; 20 червня 1848, Прага, Австро-Угорщина — 2 червня 1922, Прага, Чехословаччина) — видатний чеський скульптор, творець чеської національної скульптурної школи.

## З життя та творчості

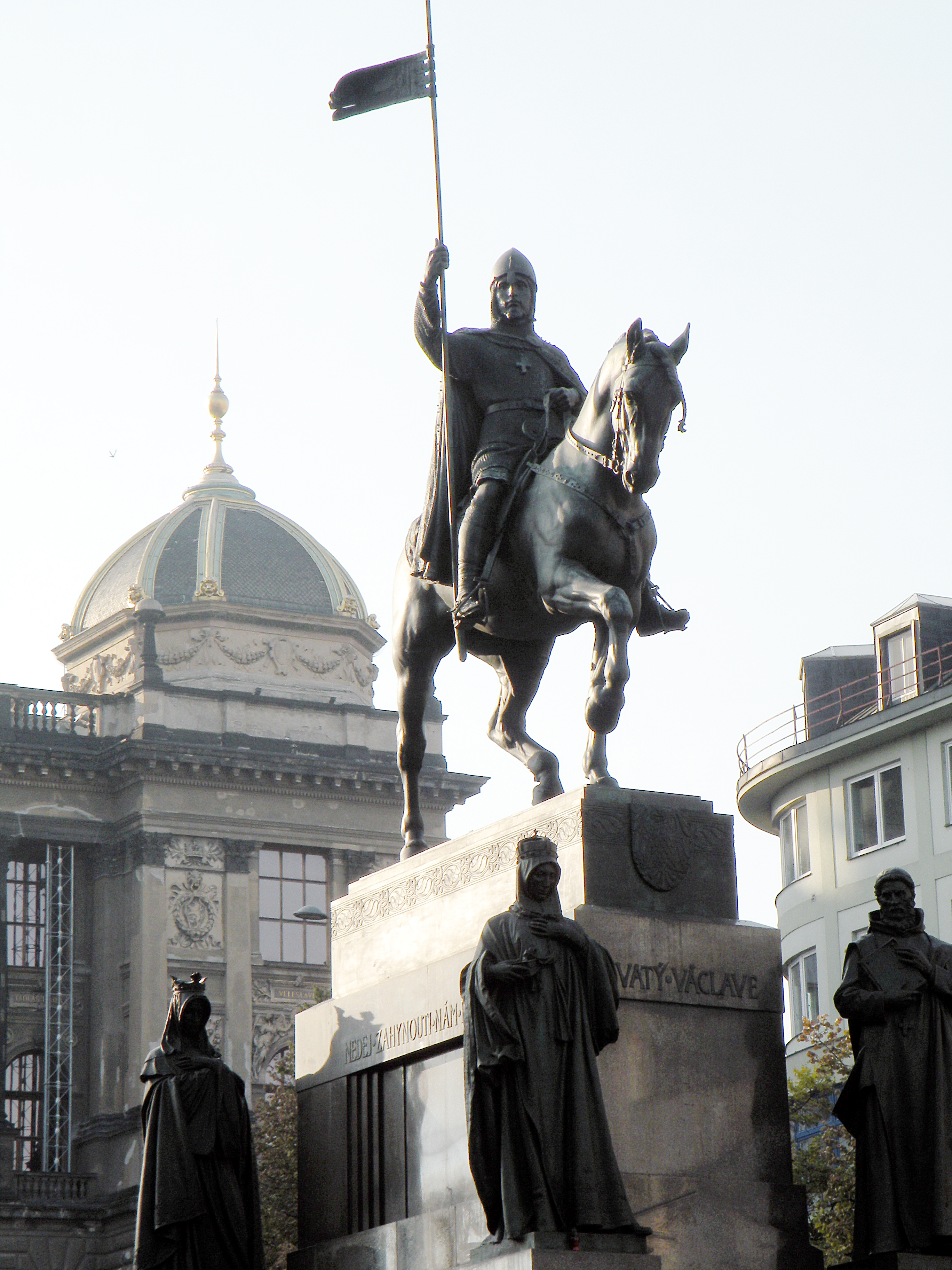
Пам'ятник св. Вацлаву, Вацлавська площа, Прага

Йосеф виріс у бідному передмісті Праги. Його родина спонукала його стати шевцем, та юнак відкинув намагання рідних нав'язати йому свою волю.
Різьбленню на камені навчався в майстерні В. Леви. Мріючи продовжити митецьку освіту, вступив до Празької Академії мистецтв, хоча на той час вона не мала студій зі скульптури. По закінченні Академії відкрив власну скульптурну студію.
На творчість Мисльбека мало вплив французьке мистецтво.
У 1871 році Й. В. Мисльбек зробив декілька відомих робіт, зокрема виконав замовлені йому Національним театром скульптури. Згодом він виготовив погруддя низки відомих діячів чеської культури, таких як Бедржих Сметана, Франтішек Палацький, Ян Коллар тощо.
Найвідомішою роботою Мисльбека є статуя святого Вацлава, що її було встановлено на Вацлавській площі й урочисто відкрито 1913 року. Митець працював над нею понад 20 років, але вже від спорудження пам'ятник став однією з найбільш впізнаваних празьких пам'яток, справжнім сиволом чеської державності.
Серед інших робіт скульптора — проект пам'ятника Яну Жижці для міста Табора (1870-ті); скульптурна група на мосту Палацького в Празі (1881—97).
Творчість Й. В. Мисльбека є відправним пунктом для творчих пошуків цілої плеяди чеських скульпторів та його студентів, вколючно з Станіславом Сухардою, Яном Штурсою, Богумілом Кафкою та Отокаром Шпаніелем.
Похований на Вишеградському кладовищі.